# Dome Zero
La Dome Zero (童夢-零?, Dōmu - rei) è una concept car realizzata dalla DOME Co. Ltd che è stata esposta al 48º Salone dell'automobile di Ginevra nel 1978. Il Progetto Dome, avviato da Minoru Hayashi nel 1975, aveva l'obiettivo di produrre piccole vetture sportive utilizzando le conoscenze acquisite tramite le sue imprese da corsa. La Dome Zero è stato il primo di tali auto sportive e dopo i numerosi tentativi falliti di ottenere l'omologazione giapponese come vettura per utilizzo stradale la Dome ha annullato progetti per la produzione dell'auto nel 1986 e si è dedicata al mondo delle corse automobilistiche.

## Storia
Il progetto iniziale della Zero è iniziato nel 1975 con la maggior parte del lavoro svolto sul prototipo ideato per competere alla 24 Ore di Le Mans, Una prospettiva che aveva il pieno sostegno anche presso i suoi dipendenti. Ma a causa delle scarse risorse finanziarie della casa automobilistica giapponese era necessario vendere ai privati alcune unità per poi avviare l'attività sportiva dell'auto.
Il prototipo Dome Zero è stato completato in tempo per il 48º Salone di Ginevra nel 1978 dove riscosse molta attenzione dai vari investitori e dagli  acquirenti interessati, ma poiché in Giappone non era stato possibile omologare l'autovettura per l'uso stradale tutti i tentativi di vendita vennero annullati. Ciò ha comportato lo sviluppo nel 1979 della seconda versione per utilizzo in competizioni quali la Le Mans.

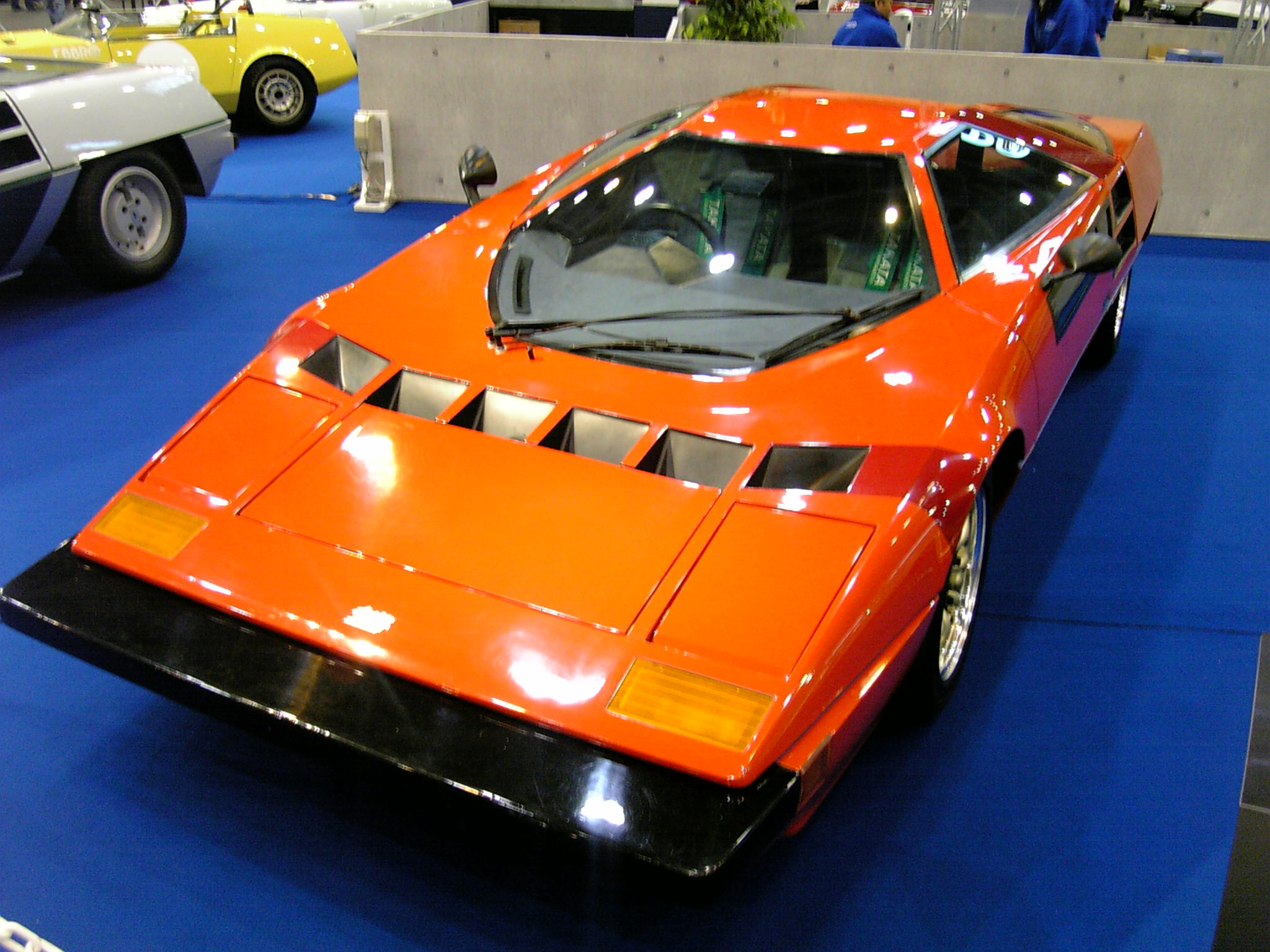
Dome Zero P2

Il motivo dell'omologazione stradale fallita non è del tutto chiaro, durante gli anni settanta e ottanta le procedure di omologazioni per le auto giapponesi erano molto severe e probabilmente la casa per mancanza di fondi non è riuscita ad adeguare l'auto. 
La seconda serie Zero P2 venne presentata nel 1979 al salone di Chicago e successivamente a quello di Los Angeles. L'auto viene realizzata appositamente per il mercato internazionale. Il telaio era lo stesso della precedente serie ma venne modificata la meccanica, struttura più rigida che le fecero ottenere l'omologazione su strada ma la produzione non avvenne a causa dei costi fin troppo elevati da sostenere. La Zero P2 così rimase allo stadio di prototipo e venne utilizzata in alcune competizioni come la 24 ore di Le Mans dove venne modificata appositamente per la gara (versione RL con retrotreno riprogettato). La Zero P2 corse fino al 1986 ottenendo scarsi risultati, anno nel quale la Dome e Minoru Hayashi decisero di abbandonare completamente il progetto.
La carrozzeria in acciaio possedeva uno stile basso e sportivo, il motore in posizione centrale era un Nissan L28, un 6 cilindri in linea da 2,8 litri (2 753 cm³), in grado di erogare una potenza massima pari a 145 CV (107 kW), modesta ma grazie al peso dell'auto di 920 kg le prestazioni erano da super car. La trazione è posteriore con sospensioni anteriori a quadrilateri deformabili. L'impianto frenante sfrutta dei dischi auto ventilati per l'avantreno e dei dischi classici per il retrotreno. La trasmissione viene affidata ad un cambio manuale della ZF a cinque rapporti.